# Wolfgang Lindenhofer
Wolfgang Lindenhofer ist ein österreichischer Hairstylist und Make-up-Artist.

## Leben und Werk
Lindenhofer stylte Persönlichkeiten der Musik-, Film- und Modewelt während ihrer Österreich-Aufenthalte, darunter die Musiker Natalia Kills, Andrew Butler, Feist und Róisín Murphy, Videoclips für Micky Green „Oh!“, Evanescence „Going Under“, Robbie Williams „Lovelight“,  die Burgschauspielerinnen Jasna Fritzi Bauer und Birgit Minichmayr, die Filmschauspielerinnen Pamela Anderson, Isabelle Huppert, Senta Berger, Helmut Berger und Isabella Rossellini, die Models Naomi Campbell, Milla Jovovich, Carmen Kass, Karolína Kurková, Poppy Delevingne und viele mehr. Er arbeitete mit den Fotografen Andreas Bitesnich, Michel Comte, Thomas Lohr, Elfie Semotan, Mario Testino, Bryan Adams und Erwin Wurm. Seine Arbeiten wurden in etlichen österreichischen Medien publiziert, darüber hinaus in AnOther Magazine und Neon, in der deutschen Ausgabe von Interview, in Marie Claire, Sleek, L’Officiel, Zoo Magazine, und in der indischen Ausgabe von Harper’s Bazaar.
Lindenhofer war an zahlreichen Modenschauen der Fashion Week in Paris beteiligt, u. a. von Fabric Interseason, Wendy & Jim, Cosmic Wonder und Petar Petrov, assistierte dort auch Tomohiro Ohashi bei Runway Shows von  Maison Martin Margiela und Haute Couture für Zuhair Murad und Maxime Simoèns und wurde für nationale und internationale Marken wie Bipa, Brandmair, Braun, Deichmann, Salvatore Ferragamo, Kniže & Comp., Levi’s, Mexx, Nokia, Nike, Palmers, Nintendo, Royal Stag, Peek und Cloppenburg, Roy Robson, Silhouette, Vöslauer, Wüstenrot verpflichtet. Mehrfach arbeitete er mit Vivienne Westwood zusammen, zuletzt 2013 für das Neujahrskonzert der Wiener Philharmoniker. Seit 2005 ist Lindenhofer für das Celebrity Styling beim Life Ball verantwortlich, seit 2013 hat er einen Lehrauftrag an der Universität für künstlerische und industrielle Gestaltung in Linz.
Lindenhofer lebt und arbeitet in Wien.

## Filme
- Vogelfrei, Hors la Loi, Outlaw (2011) - Make-Up Artist

## Auszeichnungen
- 2010 Vienna Fashion Award in der Kategorie Hair Stylist
- 2013 Vienna Fashion Award in der Kategorie Hair Stylist